# Serdar Dogan
Serdar Dogan (* 1978 in Imranli, Türkei) ist ein deutscher Filmemacher (Regisseur, Drehbuchautor, Kameramann, Filmeditor, Produzent) türkischer Abstammung.

## Leben und Wirken
Serdar Dogan (geboren 1978 in Imranli, Türkei) wuchs im baden-württembergischen Mühlacker auf. Nach dem Abitur studierte er Medientechnik in Ilmenau und machte im Anschluss eine Ausbildung zum Mediengestalter für Bild und Ton bei DW-TV in Berlin. Danach arbeitete er als Kameramann und Editor. 2013 gründete er seine eigene Firma Sidekick Pictures.
Bereits während der Schulzeit und an der  Universität schauspielerte Serdar Dogan und übernahm gelegentlich kleine Rollen in Kurzfilmen. Daneben spielte er Gitarre in diversen Rockbands und stand kurz vor einer Musiker-Profikarriere, gab aber schließlich dem Leben für den Film den Vorrang.
2010 drehte Serdar Dogan mit Freunden in nur elf Tagen seinen ersten Spielfilm „Kopfkino“, der 2011 in einigen Kinos lief. Sein zweites Kinofilmprojekt Der 8. Kontinent entstand 2013/14 und wurde trotz Mini-Budgets an Schauplätzen auf der ganzen Welt gedreht. Er konnte u. a. Cosma Shiva Hagen, Thomas Scharff, Viktoria Brams, Joris Gratwohl und Thomas Eikmeier dafür gewinnen. Serdar Dogan schrieb dafür das Drehbuch und übernahm Kamera, Regie, Produktion und Schnitt. Der Film lief 2015 in Kinos in ganz Deutschland.
Zum Reformationstag 2017 veröffentlichte Serdar Dogan seinen neuen Film "Ich, Judas". Dabei handelt es sich um eine Theaterverfilmung mit Ben Becker. Nachdem die Corona-Pandemie seinen für 2020 geplanten Actionfilm unmöglich gemacht hatte, realisierte er als Werbefilm für ein Hotel in Bühl den dreiminütigen Kurzfilm „Rumble in the Black Forest“ mit Cha-Lee Yoon.
2022 trat Serdar Dogan erstmals auch als 3D-Künstler in Erscheinung. In einem Künstlerkollektiv mit Cro (Rapper) veröffentlichte er eine Non-Fungible Token Kollektion zum Kunstwerk "Michelle".
Dogan wohnt mit seiner Familie in Durlach.

## Filmografie
Spielfilme
- 2011:  Kopfkino (Regie und Drehbuch)
- 2015:  Der 8. Kontinent (Regie und Drehbuch)
- 2017:  Ich, Judas (Regie)
- 2020:  Rumble in the Black Forest (Regie und Drehbuch)

## Auszeichnungen
- 2016: Jupiter Nominierung von Der 8. Kontinent  in der Kategorie „Bester Film National“